# Бадия-Калавена
Бадия-Калавена (итал. Badia Calavena) — коммуна в Италии, располагается в провинции Верона области Венеция.
Население составляет 2382 человека, плотность населения составляет 92 чел./км². Занимает площадь 26,85 км². Почтовый индекс — 37030. Телефонный код — 045.
Покровителем коммуны почитается святой Вит. Праздник ежегодно празднуется 15 июня.

## Города-побратимы
- Адлькофен, Германия (1988)